# 久屋大通庭園フラリエ
久屋大通庭園フラリエ（ひさやおおどおりていえんフラリエ）は愛知県名古屋市中区大須にある庭園で久屋大通公園のほぼ最南端に位置する。

## 概要
1998年（平成10年）5月、ランを中心とした植物をテーマとしたミニテーマパーク「ランの館」として開園した。建物はラン愛好家の欧州の外交官アジョナ・オーキッドの邸宅という設定で作られており、中庭はスペインのパティオ、アトリウムの屋根はロンドン万国博覧会の水晶宮をイメージして造られたが、その後の来場者の低迷から2011年（平成23年）10月に名古屋市が行った事業仕分けでは「廃止」の判定が下されたため、2014年（平成26年）3月31日をもって閉館され、公園として再整備ののち2014年（平成26年）9月27日から久屋大通庭園フラリエとして新たに開園した。
「人々の憩いの場、交流・にぎわいの場」を基本コンセプトとして5つの屋外庭園のほか屋内庭園も整備され、愛称の『フラリエ』は「ふらり」+「フラワー」+「アトリエ」による造語で公募により選ばれた。
「ランの館」で、2000年（平成12年）度国土交通省・手づくり郷土賞受賞。	

## アクセス

### 公共交通機関
- 名古屋市営地下鉄名城線
  - 矢場町駅 - 4番出口から南へ徒歩で約3分。

- 名古屋市営地下鉄名城線・鶴舞線
  - 上前津駅 - 1番出口から北へ徒歩で約5分。

- 名古屋市営バス（市バス）
  - 「矢場町」バス停下車。
  - C-758系統のみ「フラリエ」バス停下車。

### 自家用車
- 若宮大通・若宮大通久屋交差点から前津通を南進。
  - 普通車全18台

## ギャラリー

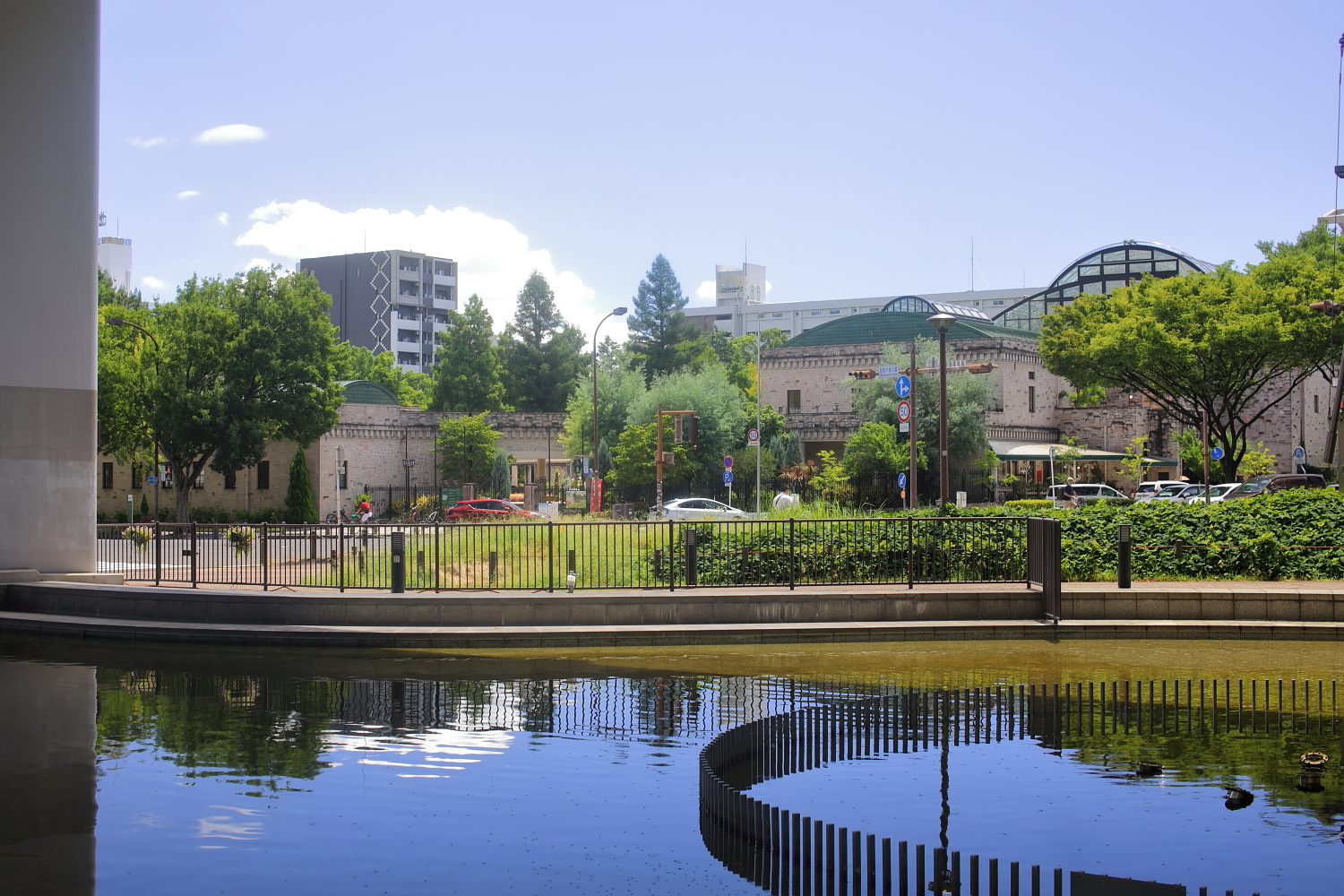
遠景 （2020年（令和2年）8月）
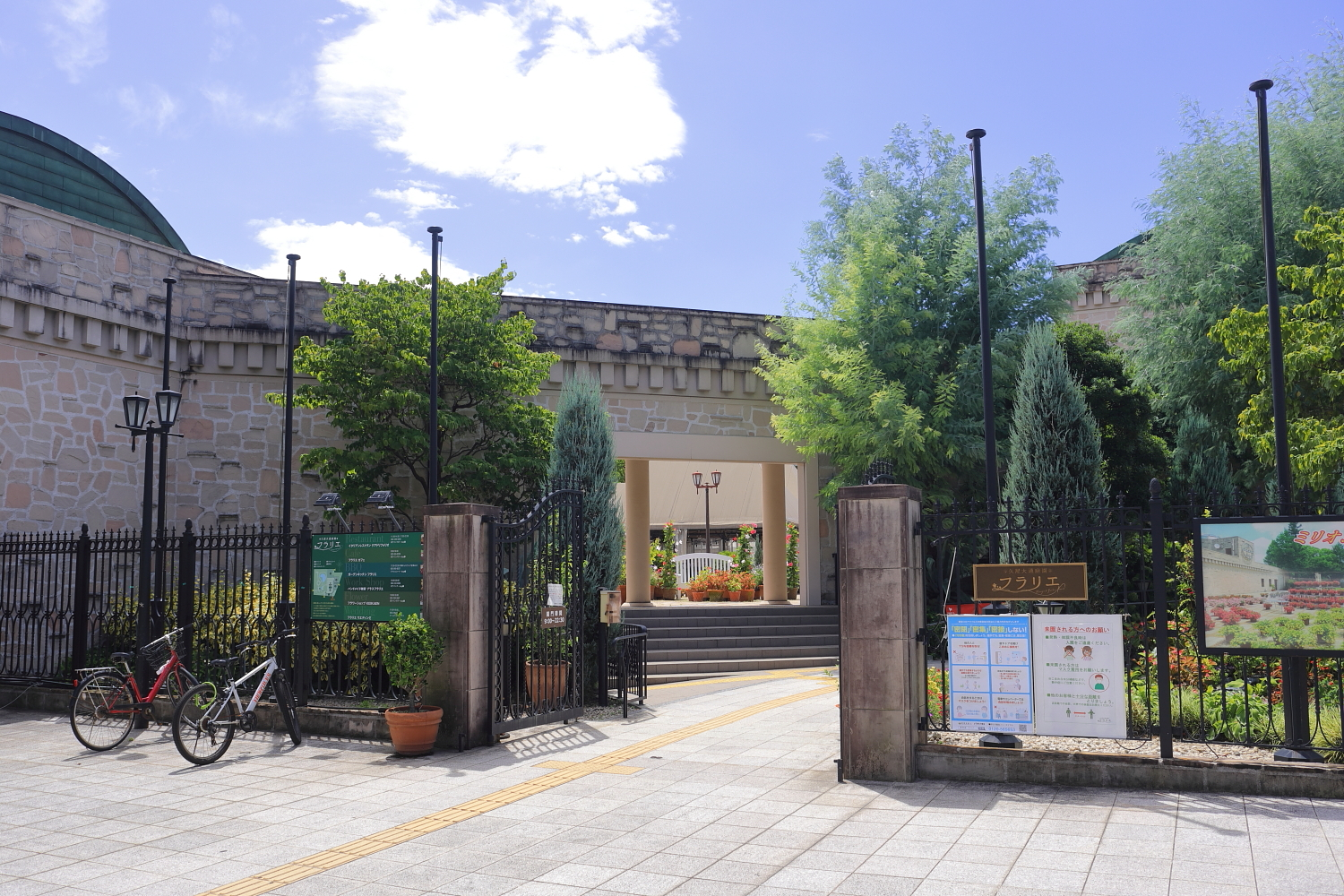
エントランス （2020年（令和2年）8月）
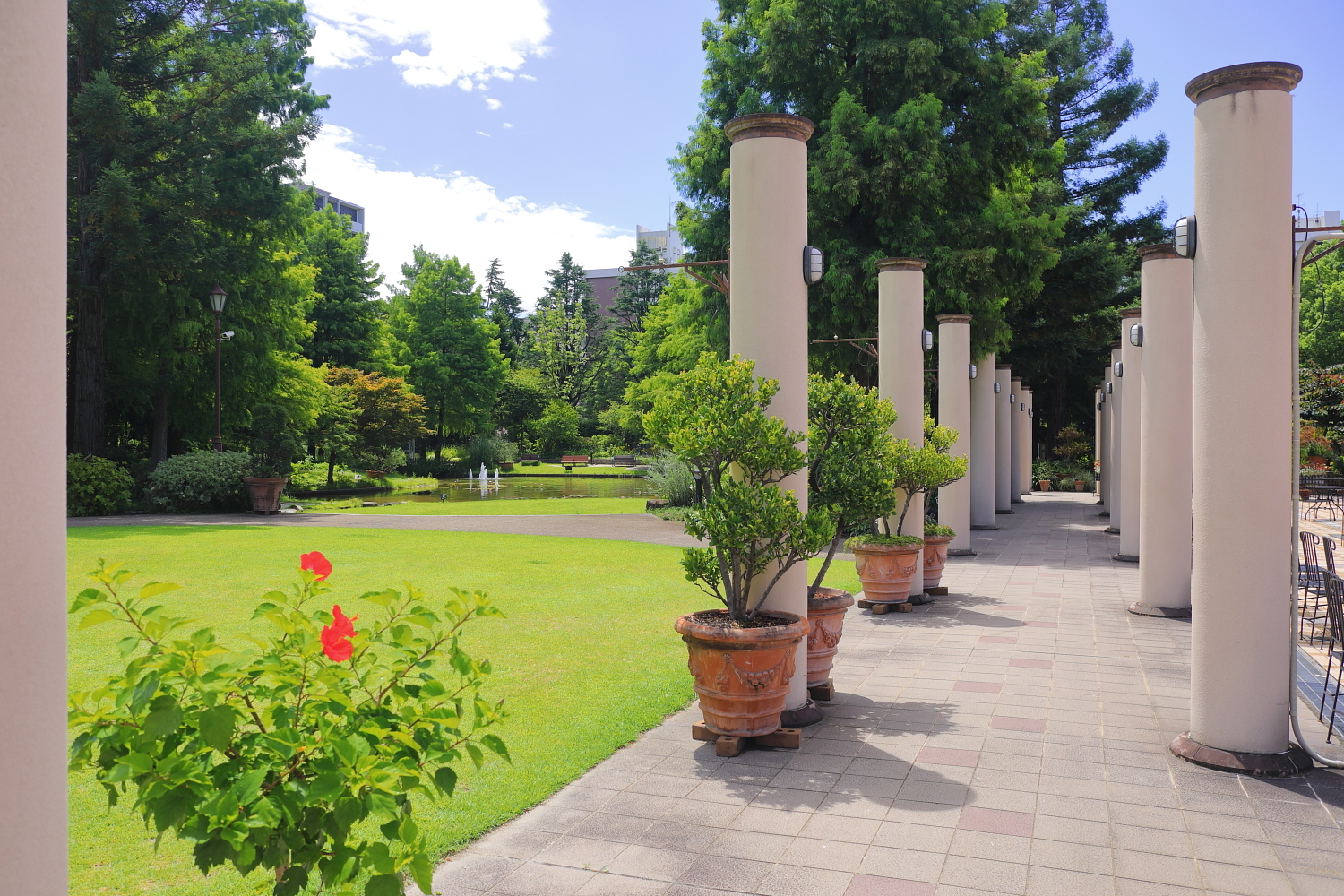
フラリエコート （2020年（令和2年）8月）
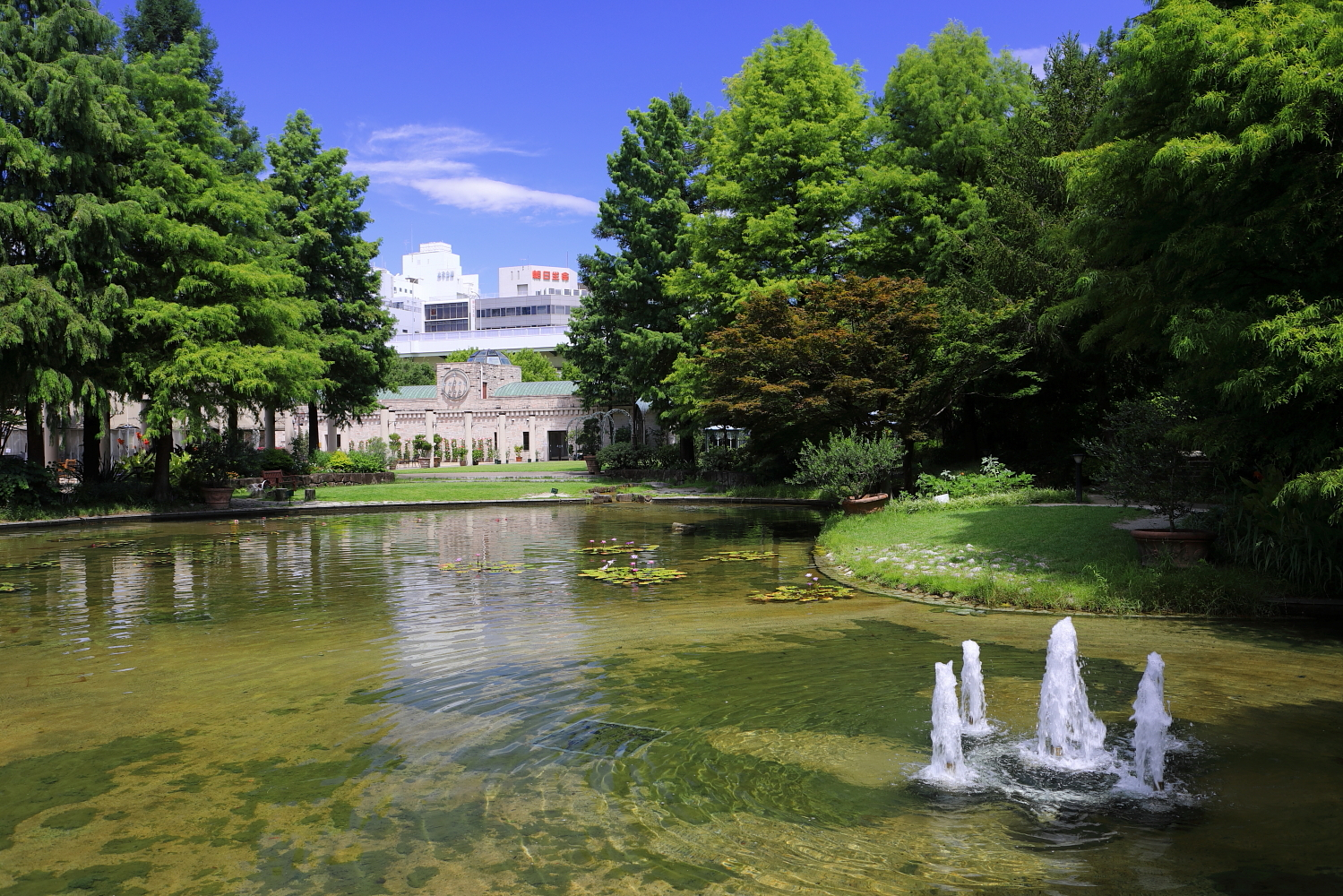
ウォーターガーデン （2020年（令和2年）8月）
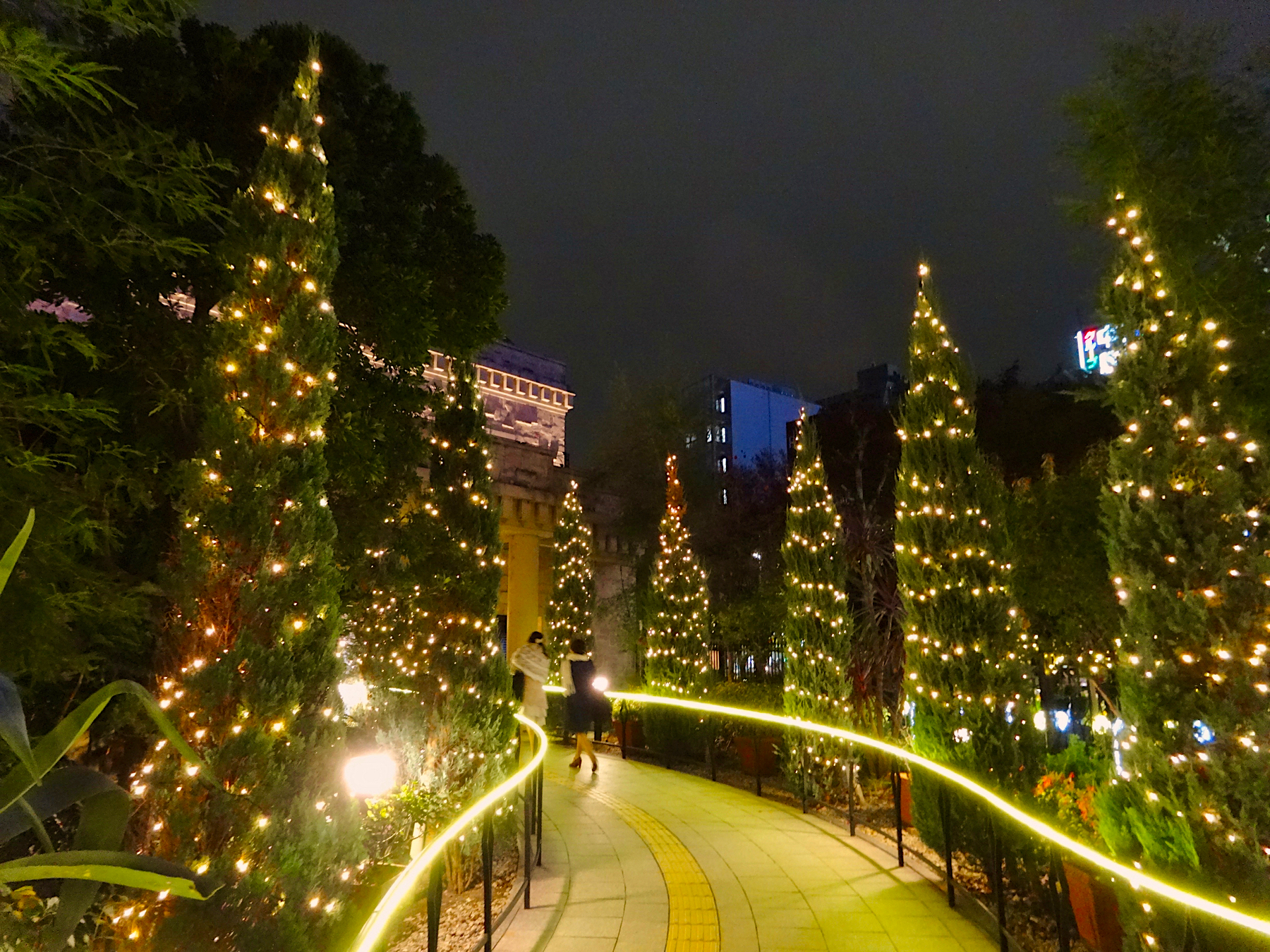
クリスマスイルミネーション （2016年（平成28年）11月）
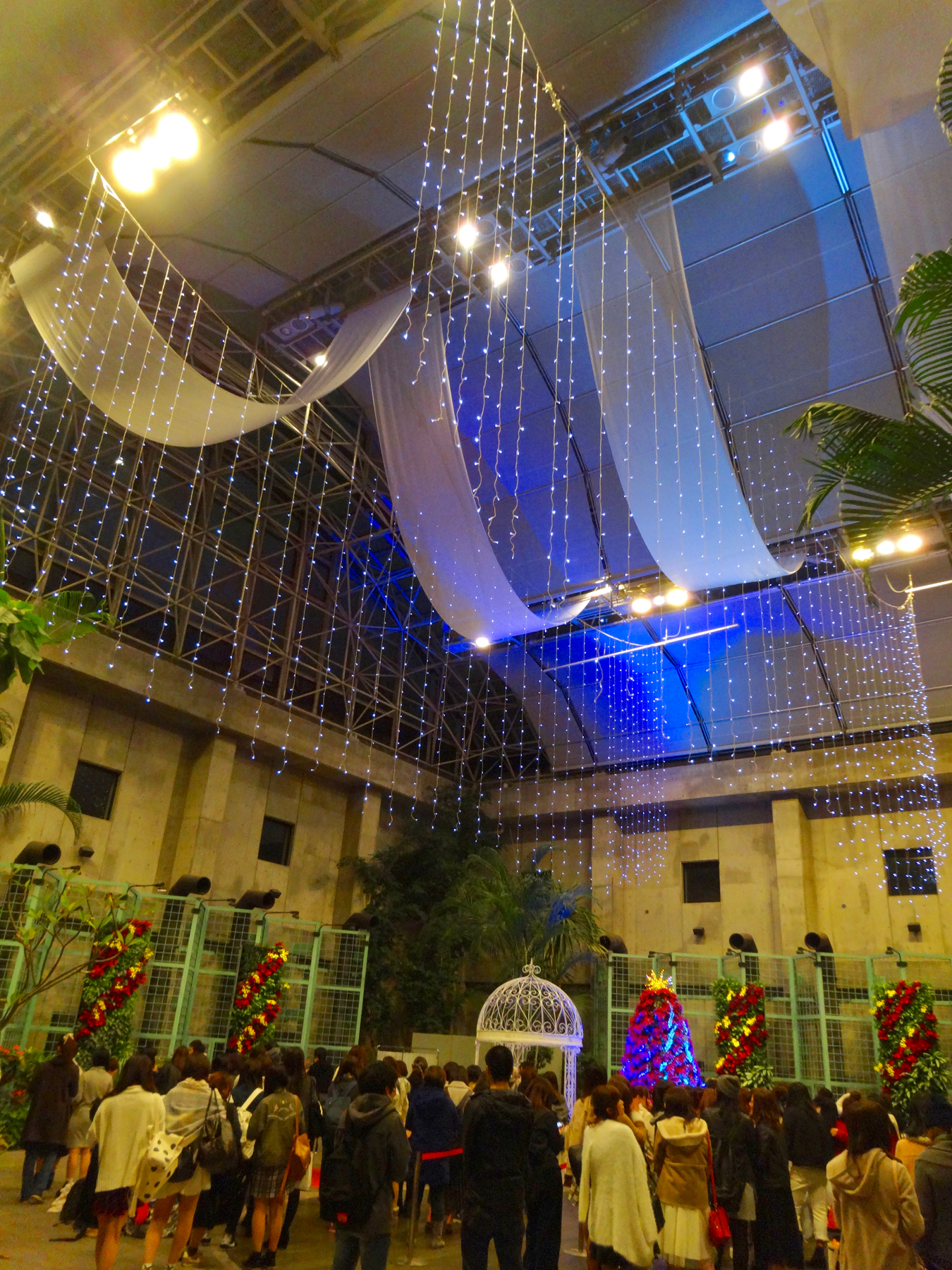
クリスマスイルミネーション （2016年（平成28年）11月）
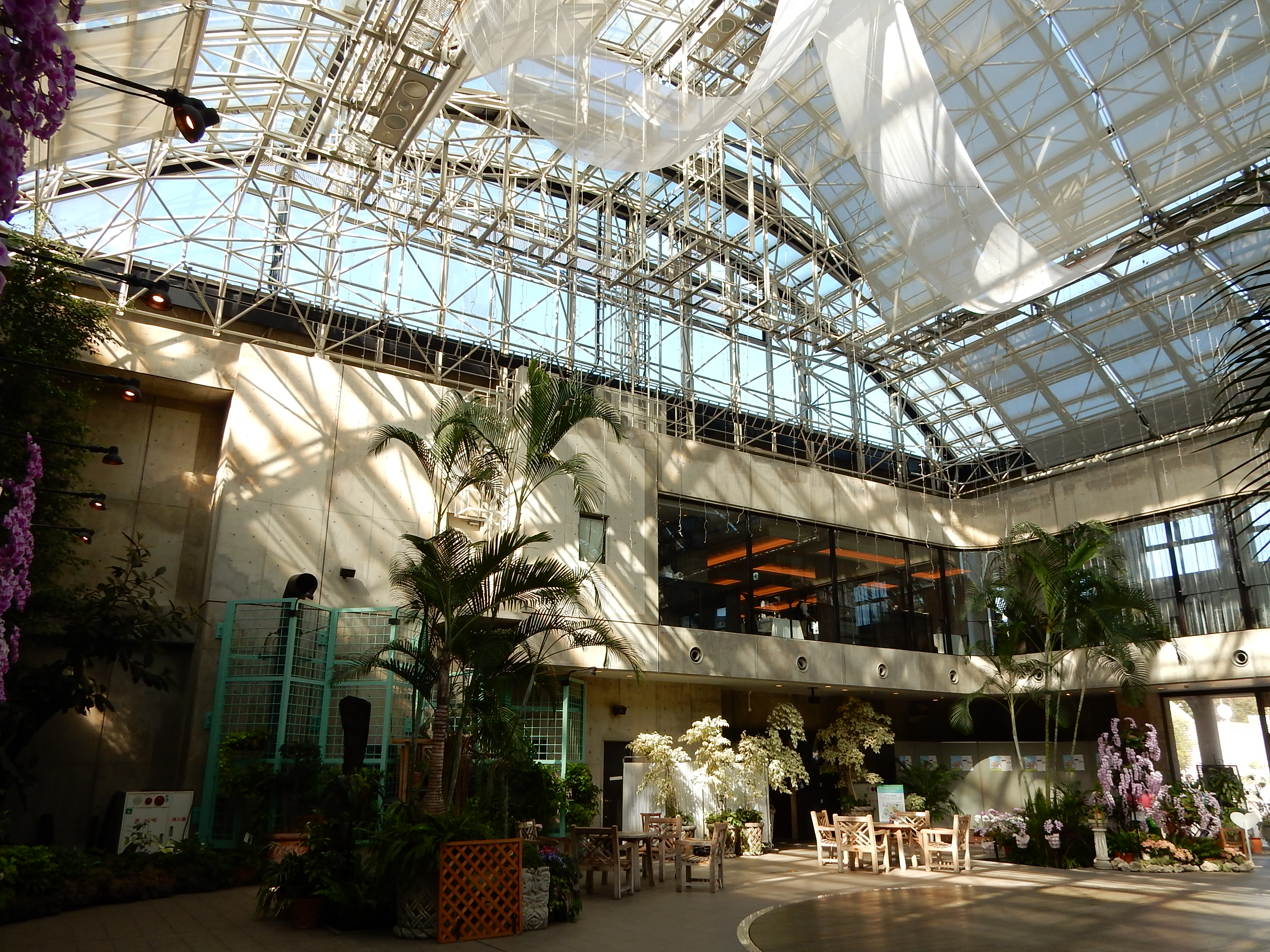
クリスタルコート （2016年（平成28年）3月）